# Glisolles
Glisolles település Franciaországban, Eure megyében. Lakosainak száma 851 fő (2022. január 1.). Glisolles La Bonneville-sur-Iton, Champ-Dolent, La Croisille, Ferrières-Haut-Clocher, Gaudreville-la-Rivière, Les Ventes és Le Val-Doré községekkel határos.

## Népesség
A település népességének változása:
| Lakosok száma | 224  | 525  | 846  | 874  | 821  | 818  | 847  | 865  | 864  | 851  |
|               | 1968 | 1982 | 1990 | 2006 | 2013 | 2015 | 2017 | 2019 | 2020 | 2022 |